# Olympische Sommerspiele 2008/Kanu – Zweier-Kajak 500 m (Frauen)
Die Wettkämpfe im Zweier-Kajak über 500 Meter bei den Olympischen Sommerspielen 2008 wurden vom 19. bis zum 23. August 2008 auf der Rennstrecke im Olympischen Ruder- und Kanupark Shunyi ausgetragen.
Die Ungarinnen konnten dabei ihren Titel von 2004 erfolgreich verteidigen.

## Ergebnisse

### Vorläufe
Bei den zwei Vorläufen am 19. August erreichten die jeweils drei schnellsten Boote direkt das Finale; die Plätze vier bis sieben sowie der zeitschnellere Achte zogen ins Halbfinale ein.

#### Vorlauf 1
| Rang | Athletinnen                       | Nation         | Zeit         | Bemerkung  |
| ---- | --------------------------------- | -------------- | ------------ | ---------- |
| 1    | Fanny Fischer Nicole Reinhardt    | Deutschland    | 1:43,412 min | Finale     |
| 2    | Beata Mikołajczyk Aneta Konieczna | Polen          | 1:44,631 min | Finale     |
| 3    | Michala Mrůzková Jana Blahová     | Tschechien     | 1:45,104 min | Finale     |
| 4    | Anne Rikala Jenni Honkanen        | Finnland       | 1:45,735 min | Halbfinale |
| 5    | Beatriz Manchón Sonia Molanes     | Spanien        | 1:46,646 min | Halbfinale |
| 6    | Shinobu Kitamoto Mikiko Takeya    | Japan          | 1:46,980 min | Halbfinale |
| 7    | Ivana Mládková Martina Kohlová    | Slowakei       | 1:47,284 min | Halbfinale |
| 8    | Michele Eray Bridgitte Hartley    | Südafrika      | 1:47,341 min | Halbfinale |
| 9    | Jessica Walker Anna Hemmings      | Großbritannien | 1:47,435 min |            |

#### Vorlauf 2
| Rang | Athletinnen                        | Nation     | Zeit         | Bemerkung  |
| ---- | ---------------------------------- | ---------- | ------------ | ---------- |
| 1    | Katalin Kovács Natasa Janics       | Ungarn     | 1:42,162 min | Finale     |
| 2    | Marie Delattre Anne-Laure Viard    | Frankreich | 1:43,832 min | Finale     |
| 3    | Hannah Davis Lyndsie Fogarty       | Australien | 1:45,124 min | Finale     |
| 4    | Kristin Ann Gauthier Mylanie Barré | Kanada     | 1:46,129 min | Halbfinale |
| 5    | Yvonne Schuring Viktoria Schwarz   | Österreich | 1:46,980 min | Halbfinale |
| 6    | Stefania Cicali Fabiana Sgroi      | Italien    | 1:47,018 min | Halbfinale |
| 7    | Beatriz Gomes Helena Rodrigues     | Portugal   | 1:47,588 min | Halbfinale |
| 8    | Xu Linbei Wang Feng                | China      | 1:47,645 min |            |

### Halbfinale
Die drei schnellsten Boote des Halbfinals erreichten den Endlauf.
| Rang | Athletinnen                        | Nation     | Zeit         | Bemerkung |
| ---- | ---------------------------------- | ---------- | ------------ | --------- |
| 1    | Shinobu Kitamoto Mikiko Takeya     | Japan      | 1:43,541 min | Finale    |
| 2    | Anne Rikala Jenni Honkanen         | Finnland   | 1:44,624 min | Finale    |
| 3    | Yvonne Schuring Viktoria Schwarz   | Österreich | 1:44,834 min | Finale    |
| 4    | Beatriz Manchón Sonia Molanes      | Spanien    | 1:45,313 min |           |
| 5    | Beatriz Gomes Helena Rodrigues     | Portugal   | 1:46,021 min |           |
| 6    | Stefania Cicali Fabiana Sgroi      | Italien    | 1:46,163 min |           |
| 7    | Ivana Mládková Martina Kohlová     | Slowakei   | 1:46,380 min |           |
| 8    | Michele Eray Bridgitte Hartley     | Südafrika  | 1:47,018 min |           |
| 9    | Kristin Ann Gauthier Mylanie Barré | Kanada     | 1:47,510 min |           |

### Finale
| Rang | Athletinnen                       | Nation      | Zeit         |
| ---- | --------------------------------- | ----------- | ------------ |
| 1    | Katalin Kovács Natasa Janics      | Ungarn      | 1:41,308 min |
| 2    | Beata Mikołajczyk Aneta Konieczna | Polen       | 1:42,092 min |
| 3    | Marie Delattre Anne-Laure Viard   | Frankreich  | 1:42,128 min |
| 4    | Fanny Fischer Nicole Reinhardt    | Deutschland | 1:42,899 min |
| 5    | Shinobu Kitamoto Mikiko Takeya    | Japan       | 1:43,291 min |
| 6    | Hannah Davis Lyndsie Fogarty      | Australien  | 1:43,969 min |
| 7    | Anne Rikala Jenni Honkanen        | Finnland    | 1:44,176 min |
| 8    | Michala Mrůzková Jana Blahová     | Tschechien  | 1:44,870 min |
| 9    | Yvonne Schuring Viktoria Schwarz  | Österreich  | 1:44,965 min |